# Piccolo (Dragon Ball)
Piccolo is een fictief figuur uit de manga-serie Dragon Ball. Hij is herkenbaar aan zijn groene uiterlijk en voelsprieten, wat een typisch kenmerk is voor zijn soort, de Namek.
In Dragon Ball zijn er twee personages met de naam Piccolo: demonenkoning Piccolo en zijn zoon Ma Junior die later gewoon Piccolo genoemd wordt. Ma Junior is de reïncarnatie van demonenkoning Piccolo.

## Oorsprong
Op de planeet Namek leven de Namekians, een ras dat iets weg heeft van planten, gezien hun groene uiterlijk en het feit dat ze leven op water. Een ecologische ramp deed zich eens voor op de planeet, waarbij ene Katattsu van de Draken familie zijn kind in een ruimteschip weg stuurde, in de hoop dat zijn zoon elders zou kunnen overleven.
Dit kind van Katattsu landt in het Yunsabit gebergte op Aarde en wacht tevergeefs jaren op zijn ouders die hem zouden moeten volgen. Hij besluit uiteindelijk de wijde wereld in te trekken.
Op een gegeven moment heeft Katattsu's kind zich zo ontwikkeld, dat hij in het bereik komt van de positie van de god van de aarde. Het blijkt echter dat hij niet volledig goed is en in een laatste poging de positie toch te kunnen krijgen, verdrijft hij al zijn slechte invloeden uit zijn lichaam. De goede helft van Katattsu's kind wordt dan de almachtige. Deze weet de Dragon Balls te schapen, omdat hij oorspronkelijk uit de Drakenfamilie komt.
De slechte invloeden van Katattsu's kind komen echter samen in één lichaam, die zich voortaan demonenkoning Piccolo noemt. Deze tracht de aarde te veroveren, maar wordt uiteindelijk verslagen en verzegeld in een rijstkoker.

## Dragon Ball

### Demonenkoning Piccolo
In de Dragon Ball serie wordt demonenkoning Piccolo op een gegeven moment bevrijd uit de rijstkoker. Hij probeert weer de aarde te veroveren, maar wordt uiteindelijk toch verslagen door Son Goku. Voordat de demonenkoning sterft, spuugt hij een ei uit. Hierin zit zijn zoon, Ma Junior, die tegelijkertijd ook al zijn herinneringen en kracht heeft. Ma Junior moet wraak nemen op Son Goku.

### 23ste Tenkaichi Budokai
Ma Junior komt Goku tegen op het 23ste Tenkaichi Budokai-toernooi. Hier komt hij makkelijk door de voorrondes en eindigt in de finale met zijn rivaal Goku. Na een zwaar gevecht wordt Piccolo Jr. uiteindelijk toch verslagen, waarna hij weer verdwijnt om zijn wraak te plannen.

## Dragon Ball Z

### Saiyan-saga
Piccolo wordt op een gegeven moment gedwongen met zijn aartsrivaal, Goku, mee te vechten tegen een buitenaardse Saiyan, Raditz, die de wereld tracht te veroveren. Samen weten ze deze Saiyan te verslaan, maar Goku moest hiervoor zijn leven opofferen. Vlak voor Raditz sterft laat hij weten dat er twee, nog sterkere Saiyans aan komen en dat ze via zijn scouter hebben gehoord van de Dragon Balls waarover Piccolo vertelde.
Piccolo besluit dan Goku's zoon Son Gohan te trainen in afwachting van de Saiyans. Langzaam wordt hij vertederd door het opvoeden en trainen van Gohan en tijdens het gevecht met de twee Saiyans offert hij zichzelf dan ook op om Gohan van de dood te redden.

### Frieza-saga
Omdat de helden van Dragon Ball erachter komen dat Piccolo ook een buitenaardse is en dat hij verbonden is met de almachtige (de maker van de Dragon Balls) en omdat Piccolo dood is, is de almachtige dat ook. Ze besluiten daarom op reis te gaan naar Namek om te kijken of daar ook Dragon Balls zijn. Een andere macht, Frieza, zoekt ook naar de Dragon Balls en maakt daarbij talloze inwoners van Namek af.
Uiteindelijk weten ze Piccolo tot leven te wekken en Piccolo wil wraak nemen voor zijn ras. Hij fuseert met de ultieme Namek van de planeet, Nail en wordt veel sterker. Piccolo kan Frieza in zijn tweede vorm  tegenhouden.Daardoor wordt Frieza gedwongen te transformeren naar zijn derde vorm en Piccolo raakt hierdoor ernstig gewond maar hij wordt genezen door Dende. Uiteindelijk wordt Piccolo door Frieza (laatste vorm) hevig geraakt, waarna Goku, die intussen ook tot leven is gekomen, korte metten maakt met Frieza, nadat hij is getransformeerd in een Super Saiyan.

### Cyborg-saga
Nadat Freezer is verslagen, duikt een mysterieuze jongen genaamd Trunks op, die beweert dat hij uit de toekomst komt. Hij zegt dat over 3 jaar cyborgs zullen verschijnen en de wereld verwoesten. Iedereen is gewaarschuwd, dus ook Piccolo, wie extra traint voor dit voorval.
Drie jaar later verschijnen de cyborgs daadwerkelijk. C-19 en C-20 duiken het eerst op, maar de meeste helden hebben niet al te veel problemen met deze modellen (behalve Yamcha, Ten Shin Han en Goku) en Piccolo weet de handen van C-20 er zelfs af te slaan. Als dan de modellen C-16, C-17 en C-18 worden geactiveerd, blijken de Z-krijgers alsnog te verliezen tegen C-17 en C-18, zelfs Super-Vegeta.
Piccolo vliegt naar de almachtige, de goede helft van het kind van Katattsu. Omdat Piccolo de zoon en een soort reïncarnatie is van demonenkoning Piccolo, zijn ze uiteindelijk één persoon; Piccolo is de slechte zijde, terwijl de almachtige de goede zijde voorstelt. Omdat de aarde op het moment zonder een god kan, maar een goede vechter dringend nodig heeft besluit de almachtige voor eeuwig samen te smelten met Piccolo; hij wordt weer als voor de splitsing. Maar dit keer is hij wel goed en sterker danzkij Nail (zie Freezer-saga).
Deze Namek noemt zichzelf dan ook "Noch de almachtige, noch Piccolo. Hij is de Namek die sinds vervlogen tijden zijn naam is vergeten". Maar om niet te moeilijk te doen, laat hij zichzelf Piccolo noemen.
Na de gevechten met de cyborgs blijft Piccolo op de plaats van de almachtige rondhangen, waar intussen al een nieuwe god Dende is aangetreden.

### Majin Boo-saga
Zeven jaar na de gebeurtenissen met de cyborgs en Cell duikt een nieuwe bedreiging op; Majin Boo, een magisch wezen dat eens driekwart van het universum heeft vernietigd. Al vrij vroeg wordt Piccolo in een beeld van steen verandert, doordat Dabura, een handlanger van de tovenaar Babidi, de kracht heeft om iedereen waar hij op spuugt in steen te veranderen. Nadat Vegeta Majin Boo niet kon verslaan stelde Goku de Fusion voor. Nu Goku terug naar The Other World moet, wordt Piccolo leraar voor Son Goten en de kleine Trunks. Hij wordt op een gegeven moment geabsorbeerd samen met Gotenks (de fusie van Goten en Trunks) door Majin Boo, die Piccolo's intelligentie gebruikt samen met Gotenks fantasie, maar uiteindelijk bevrijden Goku en Vegeta Piccolo en de rest uit Boo's lichaam.

## Dragon Ball GT

### Baby
In de vervolgserie Dragon Ball GT wordt op een gegeven moment de Aarde opgeblazen dankzij de Black Star Dragon Balls, die Pan, Trunks en Goku terugverzameld waren. Het zijn een speciaal soort Dragon Balls gemaakt door Katattsu's kind voordat hij zich opsplitste in de almachtige en Piccolo. Toen kreeg de gemene creatie van Dr. Myuu Baby de ballen in handen en daardoor ontplofte de Aarde. Als Tuffle wilde hij wraak nemen op de Saiyans. Piccolo blijft bewust op aarde en laat zichzelf opblazen, omdat met zijn dood de Black Star Dragon Balls voorgoed zullen verdwijnen.

### Super 17
In de Super #17 saga blijkt dat Piccolo naar de hemel is gegaan ondanks zijn eerdere wandaden. Als Goku in de hel is opgesloten, besluit Piccolo herrie te schoppen om zelf ook naar de hel gestuurd te worden. Hij weet daar Goku uit de hel te krijgen, waar hij voortaan blijft als beschermer van de Oni.

## Speciale aanvallen

### Masenko
De Masenko-aanval zie je Piccolo een keer gebruiken(tegen Cell), en  hij heeft die aan Gohan geleerd . Hierbij worden de handen op elkaar gelegd en verzamelt men energie, waarna men deze in een straal afvuurt.

### Makankosappo/Special Beam Cannon
De Makankosappo (Duivels Doorborende Lichtstraal Moordkanon) is een aanval die door Piccolo is bedacht om Goku mee te doden. Hij laadt hierbij zijn kracht op in de puntjes van zijn wijs- en middelvinger, waarna hij het afvuurt. Een behoorlijk sterke aanval, die zoals de naam al aangeeft vooral bedoeld is om vijanden te doorboren, maar het vergt erg veel tijd om op te laden.

### light grenade
Bij de light grenade (Gewelddadig Splijtende Lichtbal) verzamelt Piccolo al zijn kracht tussen zijn handen, waarna hij een gigantische bal van energie vrijlaat.
Deze aanval heeft geen naam in de series, maar wordt zo genoemd in de games van Dragon Ball.

### Kakusanyudokodan
De Kakusanyudokodan (Uitdijende verspreiding van Geleide Lichtprojectielen) is een aanval waarbij Piccolo talloze energieballen strooit rondom de vijand. Als de tegenstander volledig omsingeld is door de energieballen, laat Piccolo ze allen ineens naar de vijand vliegen, die nergens meer naartoe kan vluchten.
Deze aanval heeft geen naam in de series, maar wordt zo genoemd in de zevende Daizenshuu. In de games wordt het de Makuhouidan / Hellzone Grenade genoemd.

### Choubakuretsumaha
Bij de Choubakuretsumaha (Super Explosieve Demonengolf) ontlaadt Piccolo al zijn kracht in één keer, waardoor een explosie rondom zijn lichaam vormt.

### Nobiru Ude
De Nobiru Ude (uitrekkende arm) is een aanval waarbij Piccolo, zoals de naam al aangeeft, zijn arm enorm uitrekt. Hierdoor heeft hij een vergrote radius om vanuit aan te vallen.

### Regeneration
Regeneration is een techniek die alle Nameks hebben. Als een lichaamsdeel verwoest, afgebrand, ontploft, enz. is wordt deze weer aangegroeid, zolang hun hoofd niet beschadigd is.

## Trivia
- Piccolo is een speling op het instrument Piccolo. In de serie wordt gezegd dat zijn naam 'andere wereld' betekent in de taal van de Nameks.
- Piccolo heeft in de manga van Dragon Ball vier vingers, maar in de anime van Dragon Ball vijf vingers, mogelijk omdat dat makkelijker te animeren is.